# Michail Razvožaev
Michail Vladimirovič Razvožaev (in russo Михаил Владимирович Развожаев?; Krasnojarsk, 30 dicembre 1980) è un politico russo, governatore di Sebastopoli dal 2 ottobre 2020.

## Biografia
Nato a Krasnojarsk si è laureato nel 2002 presso la facoltà di Storia dell'Università pedagogica statale di Krasnojarsk; durante i suoi studi si iscrisse all'organizzazione sindacale studentesca dell'ateneo e dopo la laurea iniziò a ricoprire ruoli di vertice nell'apparato amministrativo del territorio di Krasnojarsk.
Nel luglio 2014 divenne consigliere del ministro degli affari del Caucaso settentrionale Lev Kuznecov, venendo nominato nell'ottobre dello stesso anno come viceministro, rimanendo in carica anche sotto il successore di Kuznecov, Sergej Čebotarëv.
Nel 2018 il Presidente Vladimir Putin lo ha nominato Capo-Primo ministro ad interim della Repubblica di Chakassia nell'ambito delle controversie riguardanti le elezioni per la guida della repubblica. Nello stesso anno entra nel quartier generale del Fronte Popolare Panrusso, divenendo capo del comitato esecutivo.
Nel 2019 il Presidente Putin lo ha nominato governatore della città di Sebastopoli, nel territorio conteso della Crimea, venendo poi confermato con le elezioni del 2020.

## Vita privata
È sposato e ha due figli.